# Provincia di Alessandria
La provincia di Alessandria (provinsa 'd Lissändria in piemontese alessandrino, pruvinsa de Lusciandria o provìnsa de Lusciàndria in ligure, pruvincia de Lissandria in lombardo) è una provincia italiana del Piemonte di 405 288 abitanti. Ha come capoluogo la città di Alessandria. Oltre al capoluogo, nella provincia vi sono sei centri-zona, in cui si trovano i principali servizi, che corrispondono alle città più importanti e popolose, ossia Novi Ligure, Tortona, Casale Monferrato, Acqui Terme, Valenza e Ovada.
Occupa l'estremo settore sud-orientale del Piemonte, confina a nord con la provincia di Vercelli, a ovest con la città metropolitana di Torino e la provincia di Asti, a est con la Lombardia (provincia di Pavia), a sud con la Liguria (città metropolitana di Genova e provincia di Savona), a sud-est con l'Emilia-Romagna (provincia di Piacenza).

## Storia

Moasca - Circondario di Asti sotto la provincia di Alessandria

Ritrovamenti testimoniano che nell'antichità, il territorio occupato oggi dalla provincia di Alessandria, fu abitato già in epoca neolitica. Nella zona di Casalbagliano, nei pressi di Alessandria, in località cascina Chiappona, elementi in bronzo (media età del Bronzo, 1450-1350 a.C.) sono stati recuperati nel ritrovamento più antico nell'Italia settentrionale della Cultura dei campi di urne. All'interno dell'urna erano conservati i resti cremati e gli elementi del corredo metallico, ossia un pugnale, uno spillone e un elemento di copricaviglia in bronzo dalla tipica forma a doppia spirale che evidenziano una stretta relazione con l'area danubiana.
Area d'influenza proto-celtica-Halstattiana, abitata dalle popolazioni Celto/liguri autoctone dei Marici nell'alessandrino e dei liguri Statielli nell'area di Acqui e di Tortona prima e da popolazioni celtiche transalpine che invasero l'Italia settentrionale poi.
La presenza gallo-ligure della zona è anche testimoniata dagli idronimi Tanaro e Bormida e da alcuni toponimi come Pietra Marazzi e forse Marengo. Nel III secolo a.C. passò sotto il controllo di Roma. Fece parte della Regio IX Liguria. Importanti centri furono Libarna e i centri di Forum Fulvii, Derthona e Aquae Statiellensium.
Divisa per secoli tra i Feudi Imperiali genovesi, la Repubblica di Genova, il Marchesato/Ducato del Monferrato e il Ducato di Milano.
Nel 1708 il Ducato del Monferrato (con Casale Monferrato e Acqui Terme) passò ai Savoia; nel 1707 Alessandria e nel 1734 il Tortonese, dopo quattro secoli di appartenenza al Ducato di Milano, passarono ai Savoia; nel 1815 passò tutto il Novese già parte dei Feudi Imperiali e della Repubblica di Genova insieme ad Ovada (tutte già parte della Repubblica Ligure) ai Savoia.
L'odierna provincia fu istituita con regio decreto n. 3702 del 23 ottobre 1859, la cosiddetta Legge Rattazzi, dall'unione delle province (1818) di Alessandria, Tortona, Casale, già appartenenti alla divisione di Alessandria, Asti, Acqui e Novi, quest'ultima sottratta alla divisione di Genova.
Nel 1878 prese Isola Sant'Antonio dalla provincia Pavese, nel 1880 acquisì dalla provincia di Genova il comune di Pareto.
Durante il fascismo nel dicembre 1926 i comuni del mandamento di Gavi (Gavi, Voltaggio, Parodi Ligure, Carrosio e Fraconalto) tentarono inutilmente di passare sotto la provincia di Genova, ma a causa dell'opposizione del prefetto di Alessandria la cosa non andò in porto..
Nel 1935, perse il territorio di Asti e parte del territorio di Acqui, che formò la nuova provincia di Asti.

Il 1º maggio 1945 gli abitanti di Fraconalto spostarono il cippo di confine alla Bocchetta e lo portarono al confine con il comune di Voltaggio, dove i voltaggini, poi i carrosiani e infine i gaviesi lo portarono fino al confine con il comune di Serravalle Scrivia, però i serravallesi dissentirono e da allora la questione dell'appartenenza al Piemonte di quelle terre non è più stata riaperta.
Oggi la provincia di Alessandria comprende 187 comuni. Per estensione è la terza provincia del Piemonte, dopo Cuneo e Torino.
Il comune di Voltaggio è comune onorario della provincia di Genova per i legami culturali, linguistici e storici con il capoluogo ligure.

### Simboli
Stemma
Lo stemma è stato concesso con regio decreto del 24 marzo 1912.
Nello scudo sono rappresentati gli emblemi dei capoluoghi di circondario compresi nella provincia di Alessandria all'epoca del decreto di concessione, ed è ancora presente Asti. Il tutto è circondato da una ghirlanda di foglie d'alloro al naturale, legata di rosso e d'argento, alle estremità ambe terminanti in una pigna, legata ad un bastone attraversante sulla sommità dello scudo, il tutto d'oro. Dal 1933 al 1943 lo stemma era  decorato con il capo del Littorio.
Gonfalone

Il gonfalone della provincia

Il gonfalone, concesso con R.D. del 26 dicembre 1936, è un drappo di azzurro.
Bandiera
Di azzurro, caricata dello stemma, coronato, senza serto di fronde. Esiste una variante, azzurra con lo stemma completo degli ornamenti e il nome della provincia in caratteri bianchi come quelli del logo.

### Onorificenze
La Provincia di Alessandria è tra le istituzioni decorate al valor militare per la sua attività nella lotta partigiana durante la seconda guerra mondiale. Il 17 maggio 1996, la provincia di Alessandria è stata infatti insignita della Medaglia d'oro al valor militare:

## Geografia fisica

### Territori
È possibile ripartire la circoscrizione di Alessandria in quattro ambiti, individuati in base a caratteri territoriali e urbanistici e sulla base dell'analisi della capacità di attrazione e del raggio d'influenza dei suoi centri principali:
- l'Alessandrino, che si sviluppa principalmente sulla piana di Marengo.
- il Monferrato, suddiviso in Basso Monferrato (comprendente le zone del Casalese e del Valenzano) e in Alto Monferrato (Acquese, Ovadese e parte del Novese).
- il Novese, anch'esso parte dell'Alto Monferrato con le colline del Gavi. Comprende anche le prime propaggini dell'Appennino ligure (val Borbera e val Lemme). Questo territorio è legato storicamente con la Liguria e faceva parte in passato della provincia di Novi.
- il Tortonese, posto al confine con la Lombardia, è un territorio caratterizzato da morbide colline con vocazione prettamente agricola.[16]

Il territorio della provincia è per 3/4 montuoso o collinare. A nord il basso Monferrato si caratterizza per una immensa distesa di colline del Monferrato e valli in cui scorrono il fiume Po e il Tanaro. Al centro è situata una fertile pianura attraversata dal Tanaro, dalla Bormida e dai loro affluenti. A sud-ovest ancora le colline della Val Bormida, della Val d'Erro e della Val d'Orba, e della val Lemme che si congiungono con i monti dell'Appennino Ligure. A sud-est le zone collinari del novese e del tortonese, con le valli dello Scrivia e dei suoi affluenti, in primis la val Borbera e la valle Spinti costituiscono le estreme propaggini dell'Appennino Ligure, sui quali la provincia confina con quella di Genova. Poco lontano dal confine con la Lombardia scorre il Curone che divide lapianura tortonese dall'Oltrepò Pavese; inoltre è delimitata brevemente dallo Staffora. Il punto più elevato è il Monte Ebro che raggiunge i 1.701 m, il meno elevato il comune di Molino dei Torti che si trova a 76 m d'altezza.
La zona più meridionale del territorio, in particolare l'acquese, l'ovadese e il novese, a volte è esposta a più o meno intense raffiche di vento provenienti dal vicino Mar Ligure. Questo vento, che d'estate porta il fresco e d'inverno mitiga le temperature causando un rapido scioglimento delle eventuali nevi presenti, è chiamato dagli abitanti del posto "il marino".

### Orografia

#### Monti
Monti oltre i 1 000 metri, gran parte dei quali si trova in val Borbera.
| Denominazione         | Altezza (m) |
| --------------------- | ----------- |
| Monte Ebro            | 1701 m      |
| Monte Chiappo         | 1699 m      |
| Monte Legnà           | 1670 m      |
| Punta Rondino         | 1630 m      |
| Cima dell'Erta        | 1020 m      |
| Monte Carmo           | 1640 m      |
| Monte delle Tre Croci | 1565 m      |
| Monte Antola          | 1597 m      |
| Monte Buio            | 1401 m      |
| Monte Sopra i Costa   | 1278 m      |
| Monte Castello        | 1089 m      |
| Bric delle Camere     | 1016 m      |
| Monte Cavalmurone     | 1672 m      |
| Monte Colletto        | 1261 m      |
| Monte Porreto         | 1533 m      |
| Monte Saia            | 1167 m      |
| Monte Pana            | 1561 m      |
| Monte Trappola        | 1530 m      |
| Monte Giarolo         | 1473 m      |
| Monte Gropà           | 1433 m      |
| Monte Rotondo         | 1567 m      |
| Monte Garavé          | 1594 m      |
| Monte Carmo           | 1466 m      |
| Monte Leco            | 1072 m      |
| Monte delle Figne     | 1172 m      |
| Monte Taccone         | 1113 m      |
| Monte Tobbio          | 1092 m      |
| Monte Poggio          | 1081 m      |

#### Passi e valichi
Valico di San Fermo 1.129 m
Passo della Bocchetta 772 m
Passo della Castagnola 578 m
Valico degli Eremiti 559 m

#### Fiumi e torrenti
In questa lista sono raccolti tutti i fiumi e i torrenti che scorrono in provincia di Alessandria. 
- Po
- Bormida di Spigno
- Bormida
- Erro
- Orba
- Stura di Ovada
- Piota
- Lemme
- Gorzente
- Scrivia
- Spinti
- Borbera
- Sisola
- Staffora
- Stanavazzo
- Curone
- Grue
- Ossona
- Tanaro
- Belbo
- Grana del Monferrato
- Rotaldo
- Stura del Monferrato
- Valla

#### Laghi
Nella provincia sono presenti cinque laghi di notevole importanza turistica, ma soprattutto utili per le risorse idriche della città di Genova dato che sono tutti artificiali e furono costruiti per lo stesso scopo.
| Nome lago             | Zona geografica                                | Sito nel comune di                         |
| --------------------- | ---------------------------------------------- | ------------------------------------------ |
| Lago della Busalletta | Comunità Montana Alta Val Lemme e Alto Ovadese | Busalla (GE) Fraconalto Ronco Scrivia (GE) |
| Laghi del Gorzente    | Comunità Montana Alta Val Lemme e Alto Ovadese | Bosio Campomorone (GE) Ceranesi (GE)       |
| Lago di Ortiglieto    | Comunità Montana Suol d'Aleramo                | Molare Rossiglione (GE)                    |
| Laghi della Lavagnina | Comunità Montana Alta Val Lemme e Alto Ovadese | Casaleggio Boiro Bosio Mornese             |

## Società

### Comuni
Appartengono alla provincia di Alessandria i seguenti 187 comuni: 

I confini territoriali dei comuni della provincia di Alessandria.

- Acqui Terme
- Albera Ligure
- Alessandria
- Alfiano Natta
- Alice Bel Colle
- Alluvioni Piovera
- Altavilla Monferrato
- Alzano Scrivia
- Arquata Scrivia
- Avolasca
- Balzola
- Basaluzzo
- Bassignana
- Belforte Monferrato
- Bergamasco
- Berzano di Tortona
- Bistagno
- Borghetto di Borbera
- Borgo San Martino
- Borgoratto Alessandrino
- Bosco Marengo
- Bosio
- Bozzole
- Brignano Frascata
- Cabella Ligure
- Camagna Monferrato
- Camino
- Cantalupo Ligure
- Capriata d'Orba
- Carbonara Scrivia
- Carentino
- Carezzano
- Carpeneto
- Carrega Ligure
- Carrosio
- Cartosio
- Casal Cermelli
- Casale Monferrato
- Casaleggio Boiro
- Casalnoceto
- Casasco
- Cassano Spinola
- Cassine
- Cassinelle
- Castellania Coppi
- Castellar Guidobono
- Castellazzo Bormida
- Castelletto Merli
- Castelletto Monferrato
- Castelletto d'Erro
- Castelletto d'Orba
- Castelnuovo Bormida
- Castelnuovo Scrivia
- Castelspina
- Cavatore
- Cella Monte
- Cereseto
- Cerreto Grue
- Cerrina
- Coniolo
- Conzano
- Costa Vescovato
- Cremolino
- Denice
- Dernice
- Fabbrica Curone
- Felizzano
- Fraconalto
- Francavilla Bisio
- Frascaro
- Frassinello Monferrato
- Frassineto Po
- Fresonara
- Frugarolo
- Fubine Monferrato
- Gabiano
- Gamalero
- Garbagna
- Gavi
- Giarole
- Gremiasco
- Grognardo
- Grondona
- Guazzora
- Isola Sant'Antonio
- Lerma
- Lu e Cuccaro Monferrato
- Malvicino
- Masio
- Melazzo
- Merana
- Mirabello Monferrato
- Molare
- Molino dei Torti
- Mombello Monferrato
- Momperone
- Moncestino
- Mongiardino Ligure
- Monleale
- Montacuto
- Montaldeo
- Montaldo Bormida
- Montecastello
- Montechiaro d'Acqui
- Montegioco
- Montemarzino
- Morano sul Po
- Morbello
- Mornese
- Morsasco
- Murisengo
- Novi Ligure
- Occimiano
- Odalengo Grande
- Odalengo Piccolo
- Olivola
- Orsara Bormida
- Ottiglio
- Ovada
- Oviglio
- Ozzano Monferrato
- Paderna
- Pareto
- Parodi Ligure
- Pasturana
- Pecetto di Valenza
- Pietra Marazzi
- Pomaro Monferrato
- Pontecurone
- Pontestura
- Ponti
- Ponzano Monferrato
- Ponzone
- Pozzol Groppo
- Pozzolo Formigaro
- Prasco
- Predosa
- Quargnento
- Quattordio
- Ricaldone
- Rivalta Bormida
- Rivarone
- Rocca Grimalda
- Roccaforte Ligure
- Rocchetta Ligure
- Rosignano Monferrato
- Sala Monferrato
- Sale
- San Cristoforo
- San Giorgio Monferrato
- San Salvatore Monferrato
- San Sebastiano Curone
- Sant'Agata Fossili
- Sardigliano
- Sarezzano
- Serralunga di Crea
- Serravalle Scrivia
- Sezzadio
- Silvano d'Orba
- Solero
- Solonghello
- Spigno Monferrato
- Spineto Scrivia
- Stazzano
- Strevi
- Tagliolo Monferrato
- Tassarolo
- Terruggia
- Terzo
- Ticineto
- Tortona
- Treville
- Trisobbio
- Valenza
- Valmacca
- Vignale Monferrato
- Vignole Borbera
- Viguzzolo
- Villadeati
- Villalvernia
- Villamiroglio
- Villanova Monferrato
- Villaromagnano
- Visone
- Volpedo
- Volpeglino
- Voltaggio

#### Comuni più popolosi
La provincia di Alessandria è suddiviso in 187 comuni, i più popolosi dei quali sono:
| Posizione | Stemma | Città               | Popolazione (ab) | Altitudine (m s.l.m.) | Superficie (km²) | Densità (ab/km²) |
| --------- | ------ | ------------------- | ---------------- | --------------------- | ---------------- | ---------------- |
| 1º        |        | Alessandria         | 90 952           | 95                    | 203,97           | 446              |
| 2º        |        | Casale Monferrato   | 32 226           | 116                   | 86,32            | 373              |
| 3º        |        | Novi Ligure         | 28 230           | 197                   | 54,22            | 527              |
| 4º        |        | Tortona             | 26 464           | 122                   | 99,29            | 265              |
| 5º        |        | Acqui Terme         | 18 957           | 156                   | 33,42            | 569              |
| 6º        |        | Valenza             | 18 040           | 125                   | 50,05            | 372              |
| 7º        |        | Ovada               | 10 875           | 186                   | 35,33            | 306              |
| 8º        |        | Arquata Scrivia     | 6 298            | 248                   | 30,36            | 215              |
| 9º        |        | Serravalle Scrivia  | 5 868            | 225                   | 16,02            | 368              |
| 10º       |        | Castelnuovo Scrivia | 5 151            | 85                    | 45,42            | 121              |

#### Comuni meno popolati
Castellania Coppi e Carrega Ligure con i loro 85 abitanti sono i comuni con il più basso dato di popolazione.
| Posizione | Stemma | Città             | Popolazione (ab) | Altitudine (m s.l.m.) | Superficie (km²) | Densità (ab/km²) |
| --------- | ------ | ----------------- | ---------------- | --------------------- | ---------------- | ---------------- |
| 187°      |        | Castellania Coppi | 85               | 400                   | 7,66             | 11,1             |
| 187°      |        | Carrega Ligure    | 85               | 958                   | 56,67            | 1,5              |

### Comunità montane
| Denominazione                                  | Sede amministrativa   | Sito istituzionale                 |
| ---------------------------------------------- | --------------------- | ---------------------------------- |
| Comunità Montana Suol d'Aleramo                | Ponzone               | Comunità Montana Suol d'Aleramo    |
| Comunità Montana Alta Val Lemme e Alto Ovadese | Bosio                 |                                    |
| Comunità montana Terre del Giarolo             | San Sebastiano Curone | Comunità montana Terre del Giarolo |

### Religione
La provincia di Alessandria è divisa tra le regioni ecclesiastiche Piemonte e Liguria.
Sotto la regione ecclesiastica Piemonte si trovano la diocesi di Alessandria (della Paglia) e la diocesi di Casale Monferrato che fanno parte della provincia ecclesiastica di Vercelli. La diocesi di Asti e la diocesi di Acqui fanno invece parte della provincia ecclesiastica di Torino.
Sotto la regione ecclesiastica Liguria si trova la diocesi di Tortona che fa parte della provincia ecclesiastica di Genova. Inoltre il comune di Mongiardino Ligure in val Borbera, Rigoroso di Arquata Scrivia e i comuni di Fraconalto e Voltaggio dell'alta val Lemme appartengono direttamente alla arcidiocesi di Genova.

### Lingue e dialetti
ceppo piemontese
     ceppo ligure
     tortonese

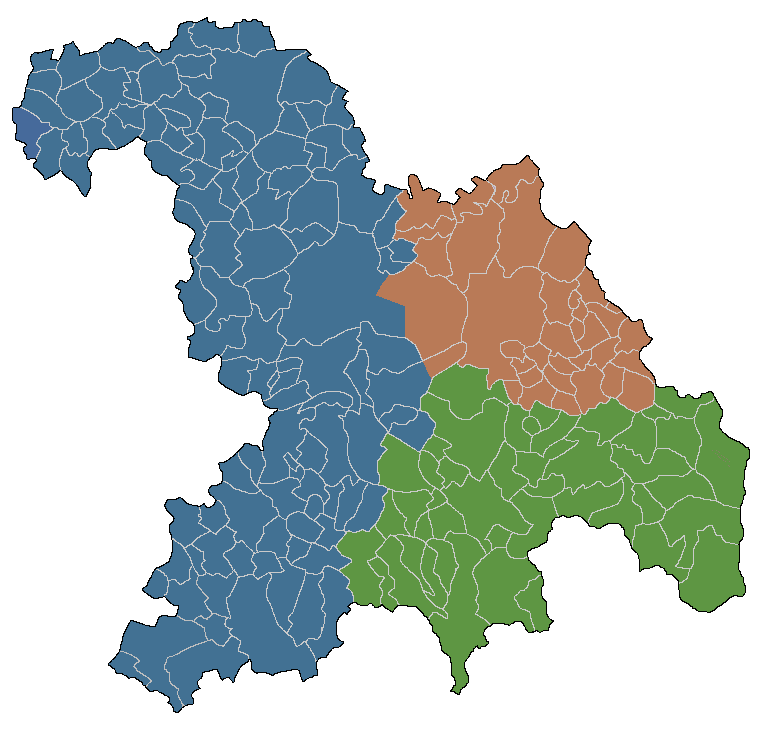
Lingue autoctone della provincia di Alessandria
ceppo piemontese
ceppo ligure
tortonese

A causa della secolare divisione storica della provincia, i dialetti che vi sono parlati possono essere considerati come appartenenti alle lingue: 
- piemontese, parlato nell'Alessandrino, nel Casalese, nell'Acquese e parte dell'Ovadese. L'alessandrino ha alcune particolarità di pronuncia (per le quali gli alessandrini sono sempre stati riconoscibili fra i piemontesi). Molte parole di derivazione francese, arpitana e occitana che sono parte integrante del piemontese di Cuneo e Torino, sono meno in uso in provincia di Alessandria a causa dell'influenza lombarda che ne ha attenuato la ricorrenza. In ogni caso le particolarità dell'alessandrino non ostacolano la comprensibilità reciproca con i monferrini e il resto dei piemontesi. L'alessandrino ha inoltre contribuito con vari apporti alla formazione storica della koinè piemontese.
- emiliana con una forte[senza fonte] influenza lombarda (considerata altresì come di crocevia lombarda-emiliana[senza fonte]), diffusa nel Tortonese in quanto, secondo le classificazioni standard, il continuum dialettale emiliano si estenderebbe in parte dell'Alessandrino[17] fino al fiume Scrivia[18][19][20][21][22][23][24].
- ligure, con forte influenza piemontese, parlato nel Novese e parte dell'Ovadese.

## Economia

### Agricoltura
La vasta pianura centrale è dedicata essenzialmente alla coltura cerealicola: grano, orzo, mais, soia, girasole. Diffusa la coltivazione della barbabietole da zucchero, destinata alla produzione industriale. Nelle zone pianeggianti del casalese, il paesaggio si caratterizza per la presenza di estese risaie. Nel novese, le poche zone pianeggianti sono in gran parte adibite all'agricoltura cerealicola e i campi si caratterizzano per la presenza di filari di gelsi, introdotti nel a cavallo del XVII-XIX secolo, per la bachicoltura.
Nelle zone collinari del novese, casalese, acquese, tortonese ed ovadese la vite domina incontrastata e notevole è la produzione del vino.
La Val Curone è una tipica zona di produzione di frutta. Diffuse le coltivazioni a prato nei fondovalle dell'acquese.
Lungo i fiumi (la Bormida in particolare) si estende la pioppicoltura.

### Industria, commercio e artigianato
I principali poli industriali sono localizzati intorno ad Alessandria (Spinetta Marengo, Quargnento, Solero, Valenza, Quattordio), Tortona (Castelnuovo Scrivia e Pontecurone), Novi Ligure (Arquata Scrivia, Serravalle Scrivia, Cassano Spinola,Pozzolo Formigaro), Ovada (Tagliolo Monferrato, Belforte Monferrato, Silvano d'Orba,Capriata d'Orba/Predosa) ,Casale Monferrato (Villanova Monferrato, Occimiano).
I settori produttivi principali sono il metalmeccanico e l'oreficeria (a Valenza). Seguono il settore alimentare (a Novi Ligure), prodotti chimici e materie plastiche (a Novi Ligure, Spinetta Marengo, Cassano Spinola, Serravalle Scrivia). Numerose le imprese artigianali nei settori manifatturiero costruzioni, trasporti.
Rilevante il commercio sia come negozi tradizionali che come grande distribuzione (81 esercizi nel 1998).

### Turismo
Alessandria promuove una serie di percorsi di interesse turistico. Tali percorsi toccano località che puntano sul patrimonio artistico e sulle abilità enogastronomiche delle varie località della provincia. 
Il Monferrato Casalese, ricco di monumenti nel suo capoluogo e di castelli sulle colline, offre anche una ricca gastronomia, nonché il piacere delle degustazioni di vini schietti o raffinati.
Ricca la presenza nel territorio di edifici della fede di notevole valore artistico: dalla Trinità da Lungi a Castellazzo Bormida al complesso di Santa Croce a Bosco Marengo, dall'abbazia di Santa Giustina a Sezzadio al Sacro Monte di Crea, presso Serralunga di Crea, ora patrimonio dell'umanità dell'UNESCO e di testimonianze medioevali come la torre di Masio con il museo ricavato al suo interno.
Le colline dell'Alto Monferrato racchiudono suggestivi borghi alcuni di origine preromana. Centri come Acqui Terme, Novi Ligure e Ovada sono al centro di percorsi enogastronomici e culturali che toccano borghi pittoreschi come Gavi, Cremolino, Carpeneto, Tagliolo Monferrato, Gavazzana, Bosio e Rocca Grimalda con il suo impianto altomedioevale e l'antico carnevale della Lachera. Di notevole interesse sono i resti (anfiteatro, teatro, due isolati) della città romana di Libarna, sita nel territorio del comune di Serravalle Scrivia.
Ma il vero motore del turismo del territorio è l'Outlet di Serravalle, enorme centro commerciale sorto all'inizio degli anni 2000 nella piana di Serravalle Scrivia, nel Novese. Di rilievo la città di Acqui Terme per le proprie terme, i centri benessere e la sua ricchezza di monumenti e resti risalenti all'epoca Romana. Le zone del Novese sono anche meta per escursionismo, in Val Borbera e nel Parco Naturale delle Capanne di Marcarolo.

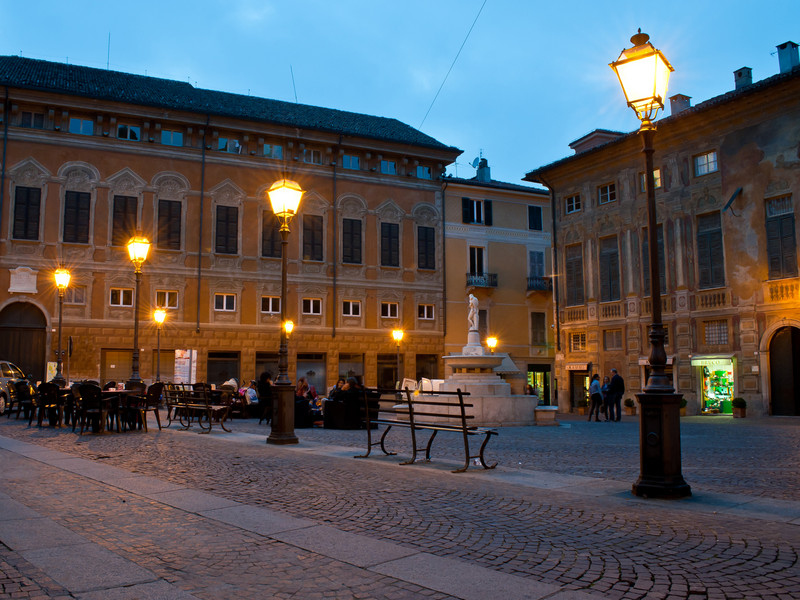
Scorcio di Piazza Dellepiane a Novi Ligure.
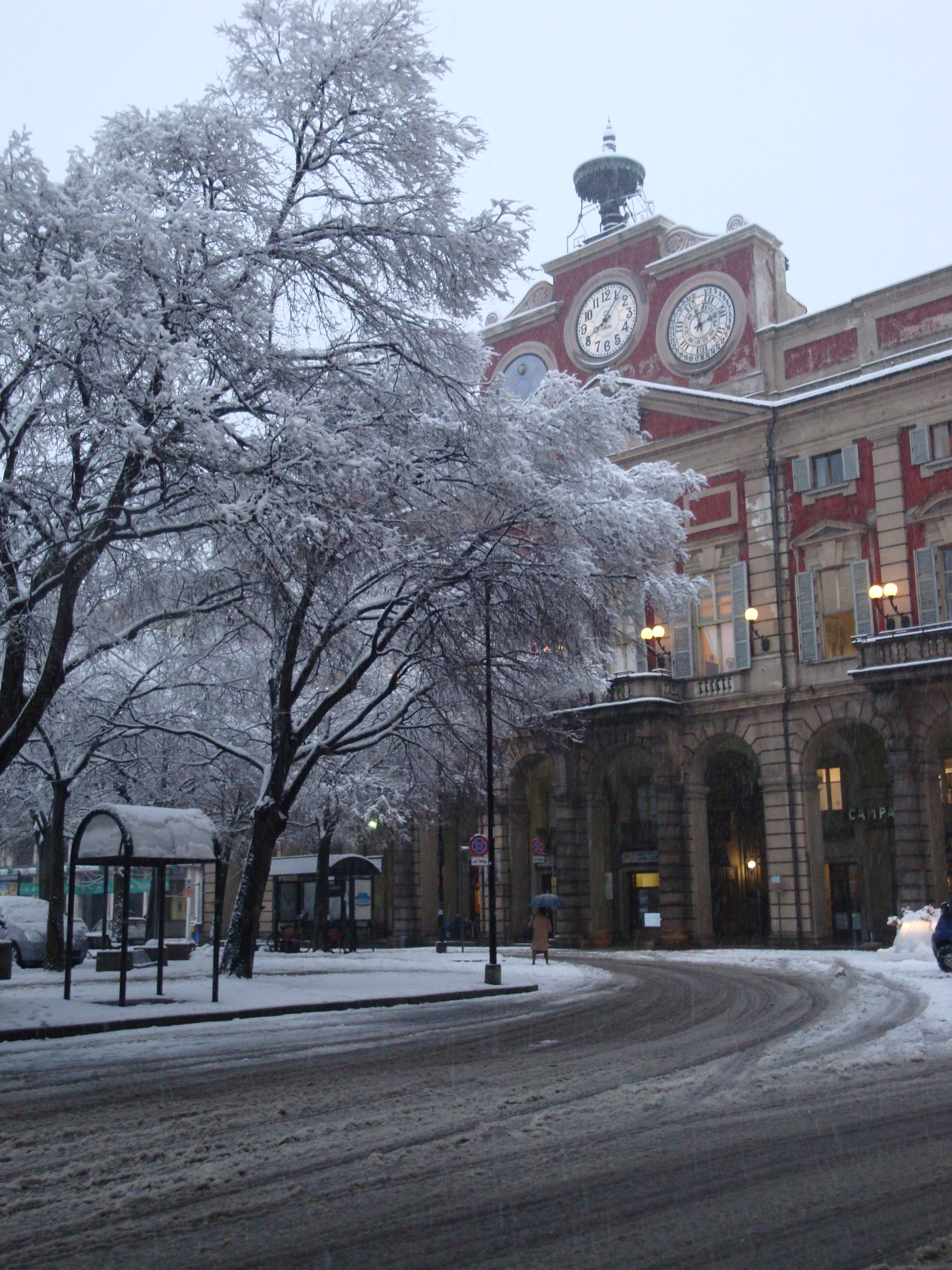
Scorcio invernale di Alessandria.
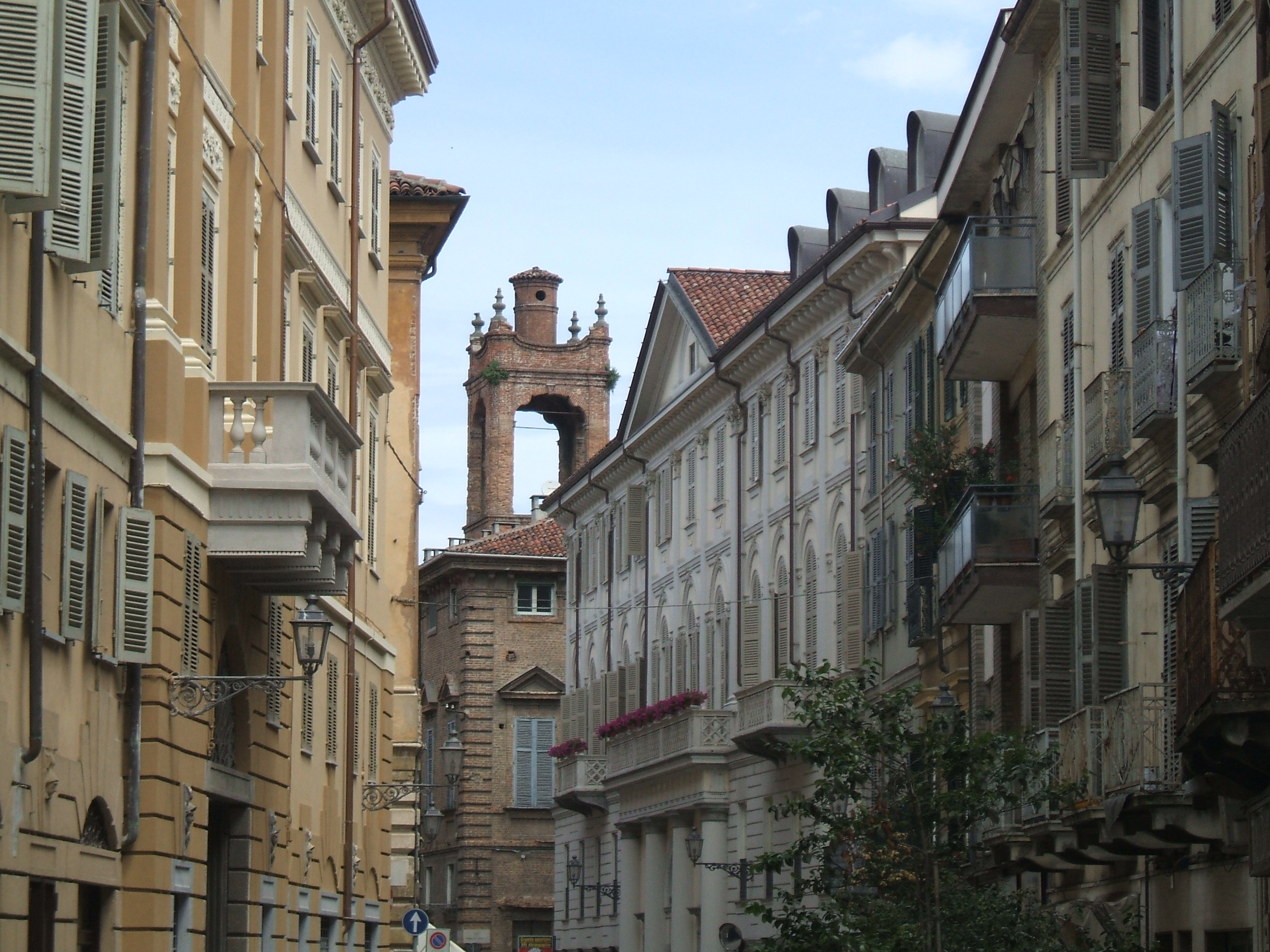
Scorcio di Casale Monferrato.
Scorcio di Tortona.
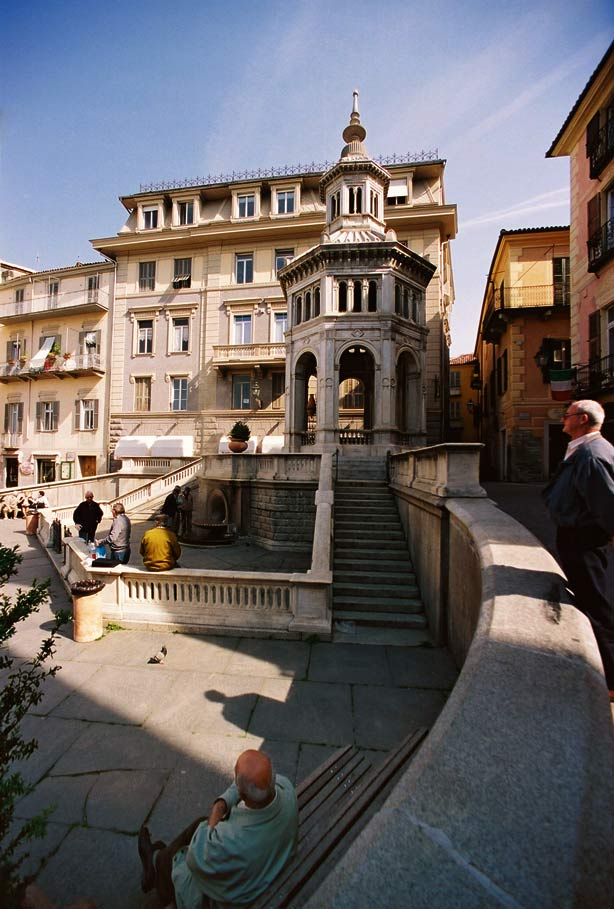
La "Bollente" di Acqui Terme.
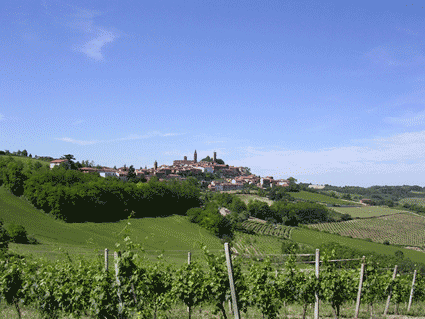
Colline del Monferrato
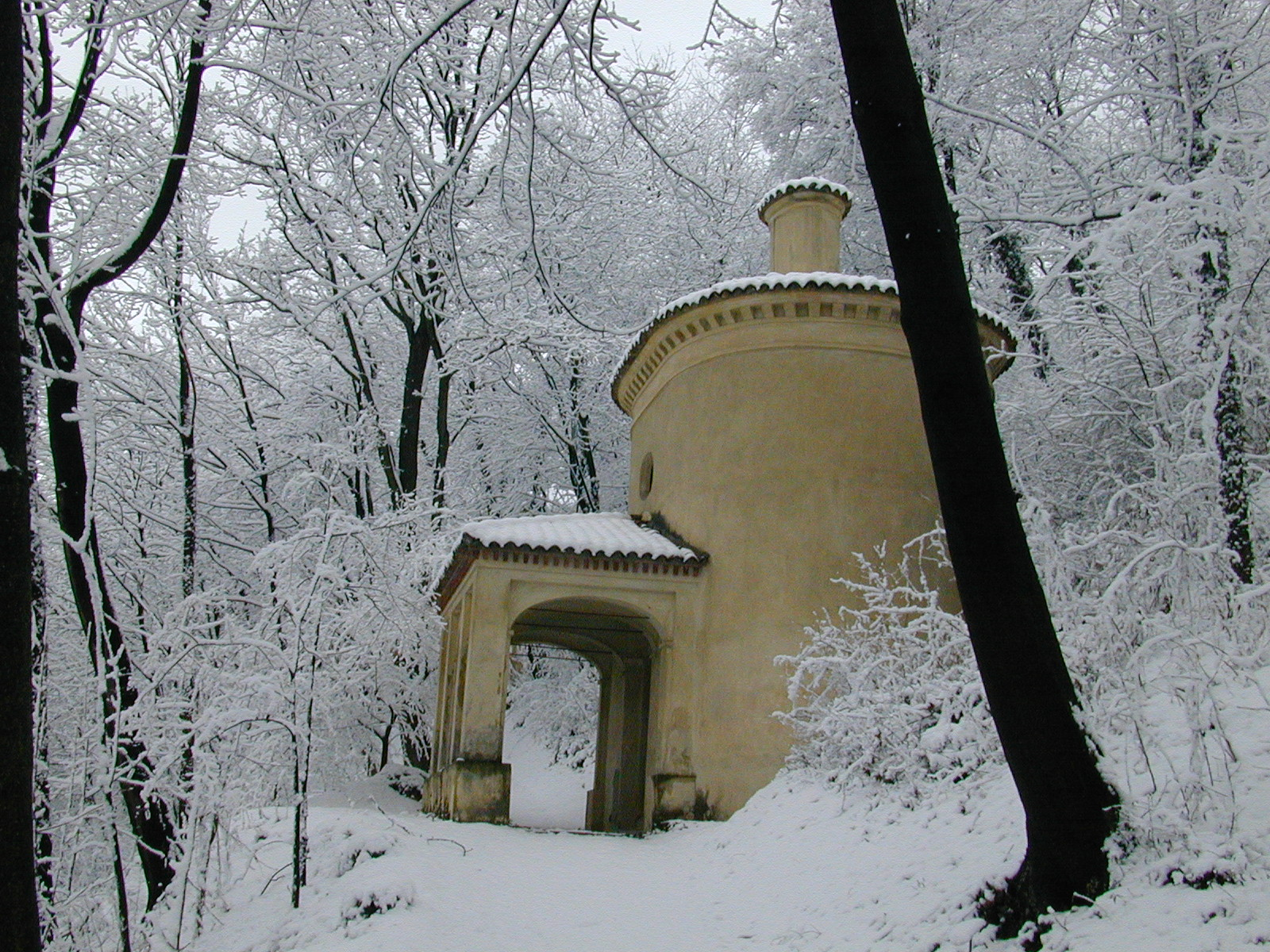
Sacro Monte di Crea UNESCO
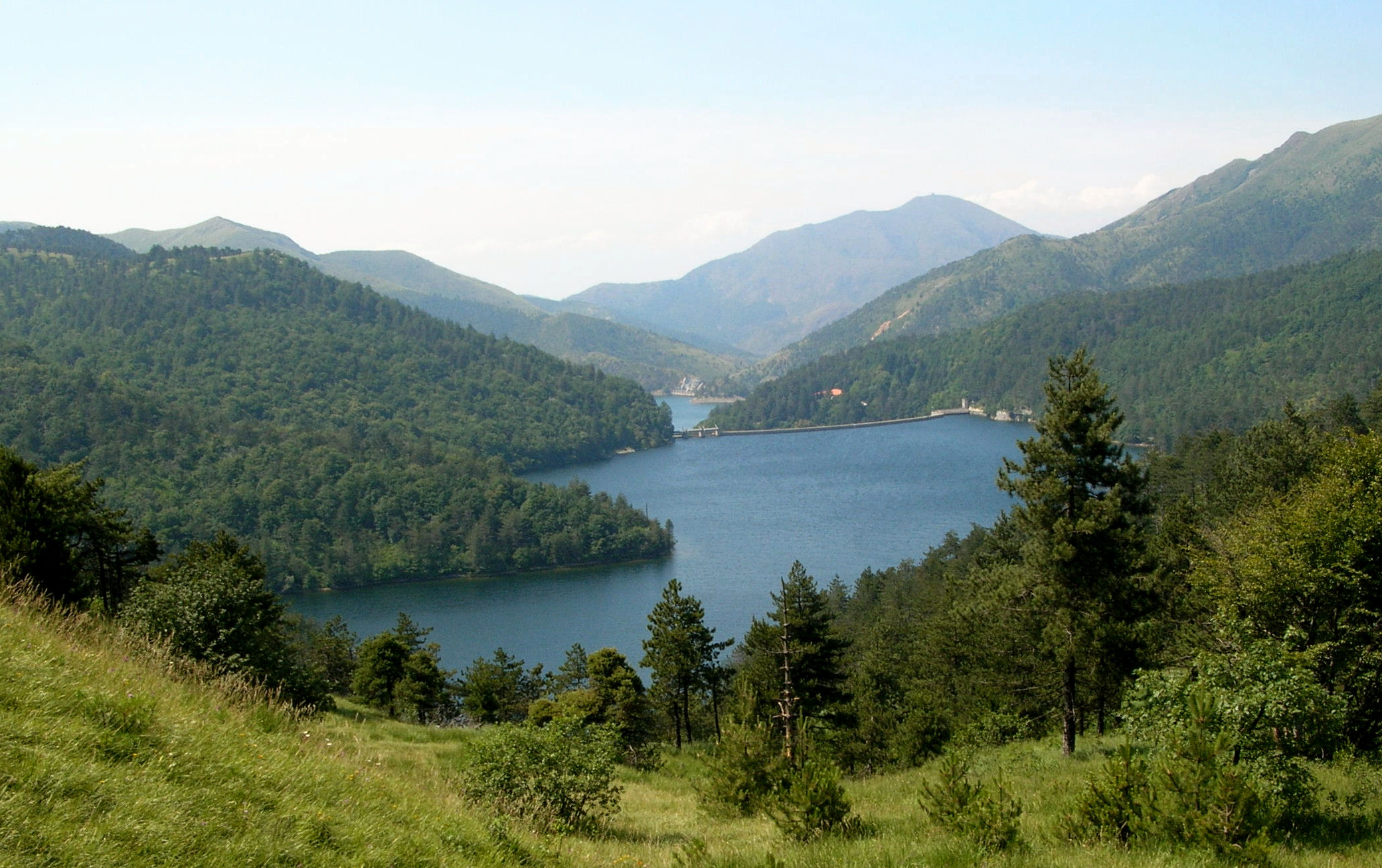
Laghi del Gorzente

## Infrastrutture e trasporti

### Strade e autostrade
La provincia è percorsa dalle seguenti autostrade:
- A21 Torino - Brescia
- A26 Genova - Gravellona Toce (VB)
- A26/A7 Diramazione Predosa-Bettole (AL)
- A7 Milano-Genova

e da varie strade provinciali

### Linee ferroviarie
- Torino – Genova;
- Ferrovia succursale dei Giovi;
- Alessandria – Cavallermaggiore;
- Alessandria – Ovada;
- Alessandria – Pavia;
- Alessandria – San Giuseppe di Cairo;
- Alessandria – Piacenza;
- Asti – Genova;
- Castagnole – Asti – Mortara;
- Chivasso-Alessandria;
- Tortona – Novi Ligure;

### Aeroporti
Nella provincia ci sono tre piccoli aeroporti ad uso turistico a Alessandria, Casale Monferrato e Novi Ligure.

## Gastronomia ed enologia
I piatti tipici della provincia di Alessandria sono quelli riconducibili essenzialmente alla cucina piemontese, con però sempre maggiori influenze dalle regioni limitrofe man mano che dal capoluogo si procede verso le principali storiche direttrici di uscita verso la Liguria, la Lombardia e l'Emilia-Romagna.
Il Novese, l'Ovadese e in parte l'Acquese sono molto influenzati dalla cucina ligure: infatti procedendo verso la parte meridionale e collinare della provincia, aumentano in modo sensibile le influenze mediterranee nel panorama gastronomico.
Esempi di questo tipo sono le focacce tra cui la famosa focaccia novese, vicina per preparazione e degustazione alla focaccia genovese, la farinata, i pansotti, i corzetti, i ravioli al tocco e i dolci come i biscotti della salute di Ovada, molto simili ai biscotti del Lagaccio di Genova.
Le zone del Casalese e del Valenzano presentano similitudini culinarie con la Lomellina e in generale con la pianura occidentale lombarda, ove si trova grande diffusione del riso e dei condimenti "in carpione".
Spiccate analogie accostano invece la tradizione gastronomica del Tortonese a quella lombarda dell'Oltrepò pavese e alla cucina piacentina, soprattutto nei salumi, nei formaggi e altre peraparazioni quali la zuppa di ceci, le tagliatelle con l'ajà (salsa di noci), la panada e i farsö (frittelle tipiche della ricorrenza di San Giuseppe). Di Tortona sono originari i baci di dama, dolcetti a base di nocciole e cioccolato.
Tra i piatti più noti del territorio, oltre a quelli già citati, si ricordano:
- il risotto al barolo
- i rabatòn, primo piatto simile a grossi gnocchi (analoghi ai malfatti piacentini), che si ottengono impastando ricotta, biete o spinaci, burro, Grana Padano, uova e noce moscata;
- il pollo alla Marengo, presente in numerose varianti, che abbina la carne di pollo alle uova e talvolta ai gamberi di fiume.

In linea con la tradizione piemontese sono:
- la bagna càuda
- gli agnolotti
- il bollito misto
- il bonet

In ambito gastronomico, la provincia di Alessandria si distingue tra le altre del Piemonte per le maggiori contaminazioni esterne.
Vini di eccellenza sono il Cortese di Gavi, il Dolcetto e la Barbera.

## Amministrazione

### Gemellaggi
- Provincia di Pistoia, dal 2003